# Carlo Daviso di Charvensod
Carlo Daviso di Charvensod (Pinerolo, 22 settembre 1890 – Fossano, 9 febbraio 1975) è stato un aviatore e ammiraglio italiano.

## Biografia
Carlo Daviso di Charvensod nacque in una famiglia nobiliare originaria della Valle d'Aosta.
Allievo dell’Accademia Navale di Livorno nel 1908 conseguì la nomina a guardiamarina nel 1911. 
A bordo dell’incrociatore Marco Polo nel 1911-1912 prese parte alla Guerra italo-turca meritando un encomio solenne; con la stessa unità nel 1913 fu trasferito in Cina, sbarcando nel 1914 a Shanghai destinato fino al 1915 al locale distaccamento Regia Marina. Tenente di vascello, prese parte alla prima guerra mondiale a bordo del Giuseppe Cesare Abba (cacciatorpediniere) e del Marsala (esploratore); nel 1917 frequentò la scuola di aviazione di Marina a Taranto, conseguendo la qualifica di osservatore d’aereo e di pilota di idrovolante venendo destinato ai reparti di volo. Il 1º giugno è osservatore nella 255ª Squadriglia ed il 20 aprile 1918 comanda la 256ª Squadriglia. Durante l’attività di guerra nel Basso Adriatico meritò una Medaglia d'argento al Valor Militare ed una Medaglia di bronzo al Valor Militare.
Capitano di corvetta, nel periodo 1921-1924, fu in comando di varie torpediniere e nel 1927-1928 del cacciatorpediniere Giovanni Nicotera; nel 1933-1934, capitano di fregata, comandò il cacciatorpediniere Giovanni da Verrazzano. 
Capitano di vascello fu nel 1937-1938 a Massaua comandante superiore navale in Africa Orientale Italiana, partecipando poi alle operazioni di Invasione italiana dell'Albania del 1939, nel corso delle quali meritò un elogio e la croce di guerra al valore militare per l'azione condotta a Durazzo.
Nel 1939-40 fu comandante del cacciatorpediniere Artigliere e della XI squadriglia e, dopo l'Armistizio di Villa Incisa con la Francia il 24 giugno 1940, fu destinato alla Commissione d'armistizio di Biserta. Rimpatriato, fu chiamato a Brindisi a dirigere l'ufficio traffico con l’Albania, venendo insignito per i meriti acquisiti, della croce di cavaliere dell'Ordine militare di Savoia. Nell'ottobre 1941 a Rodi assunse il comando della zona militare marittima delle Isole italiane dell'Egeo. 
Nel 1942 riceve la seconda medaglia di bronzo "sul campo" e l'onorificenza di Cavaliere dell'Ordine Militare.
Promosso contrammiraglio, all'atto dell'armistizio dell'8 settembre 1943 seguì le sorti del comando superiore Forze Armate fino al 13 settembre quando, catturato dalla Wehrmacht a seguito della resa, venne avviato in prigionia nel campo di Skoki, dove rimase fino alla liberazione da parte delle Forze armate sovietiche (gennaio 1945). Rimpatriato, rimase a disposizione della Direzione generale del personale lasciando il servizio a domanda nel 1947. Fu promosso ammiraglio di divisione a titolo onorifico nel 1971.